# 鹿島神社 (東伊豆町)
鹿島神社（かしまじんじゃ）は、静岡県賀茂郡東伊豆町奈良本（ならもと）の北川（ほっかわ）地区にある神社。

## 概要
北川温泉がある北川地区の南部、北川港もある集落中心部から国道135号へと上がっていく坂の途中に鎮座している。
創建は不詳。10月26日-27日の例大祭では、町指定の無形民俗文化財である鹿島踊りが披露される。

## 祭神
- 建御雷命

## 文化財
- 鹿島踊り - 町指定無形民俗文化財[4]。